# Fotr
Fotr (in Norreno Fótr) fu un maestro runico che operò nella metà dell'XI secolo in Svezia. Era attivo nel sud dell'Uppland. È uno dei rappresentanti dello stile dell'Urnes.
Solo poche pietre runiche furono firmate da lui, ma altre 40 pietre gli furono attribuite, poiché è il principale rappresentante dello stile classico dell'Uppland. Una caratteristica saliente delle sue opere è la cura con cui ha scelto le pietre, come ha trattato la superficie, l'ornamento armonioso e il progetto del disegno e delle rune. È anche da notare la presenza del segno di punteggiatura × tra le parole dell'iscrizione.
La pietra runica U 678 nella chiesa di Skokloster è il suo lavoro più famoso.

## Galleria d'immagini

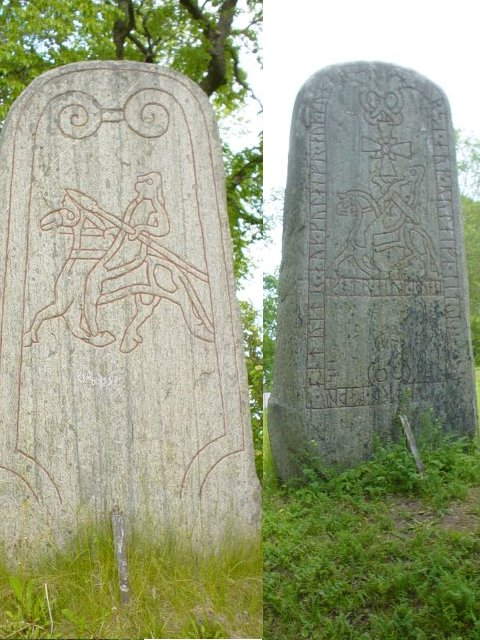
La Iscrizione runica U 678 è uno dei suoi lavori più famosi.
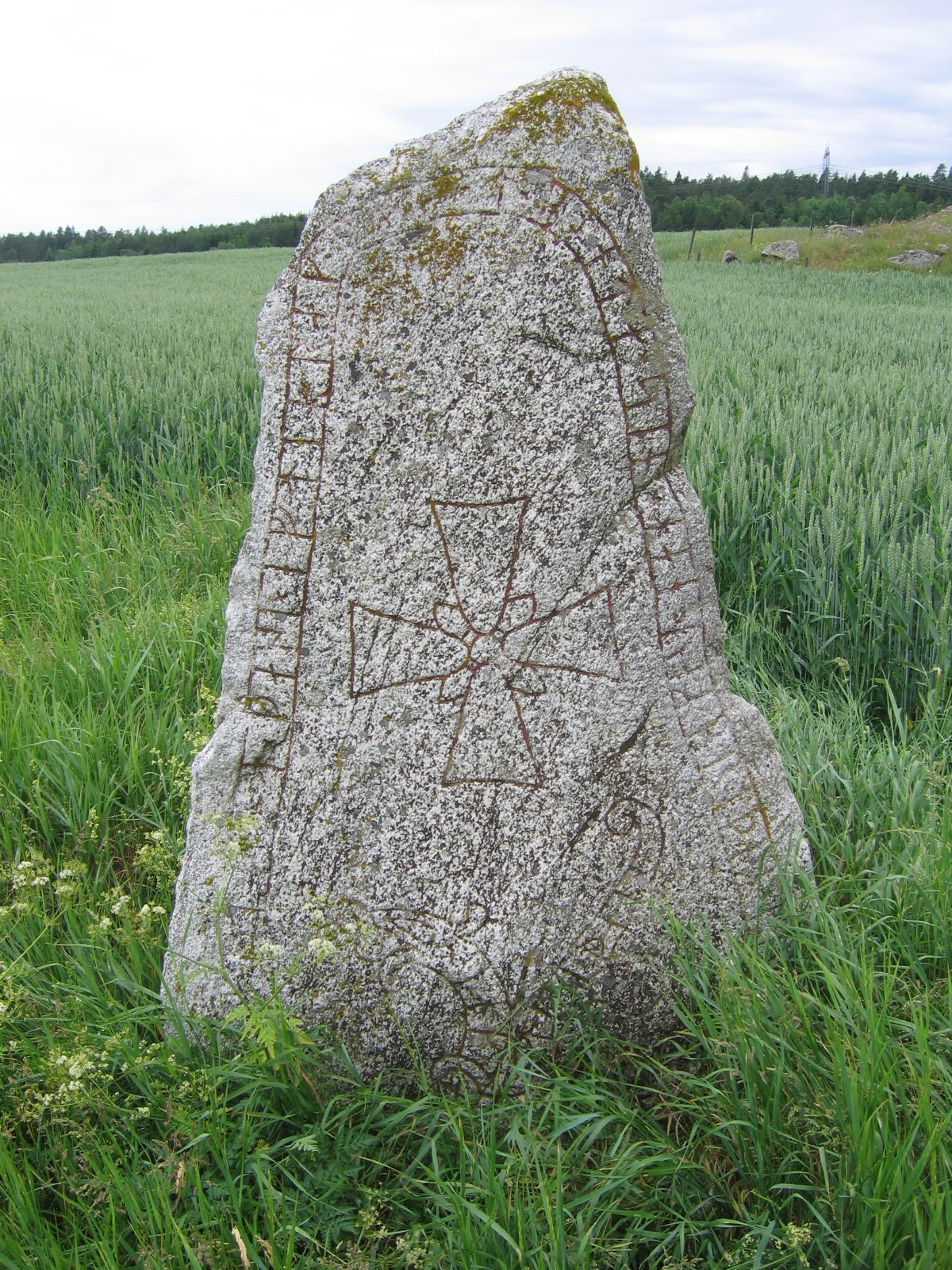
Questa pietra è una delle Pietre di Snottsta e Vreta
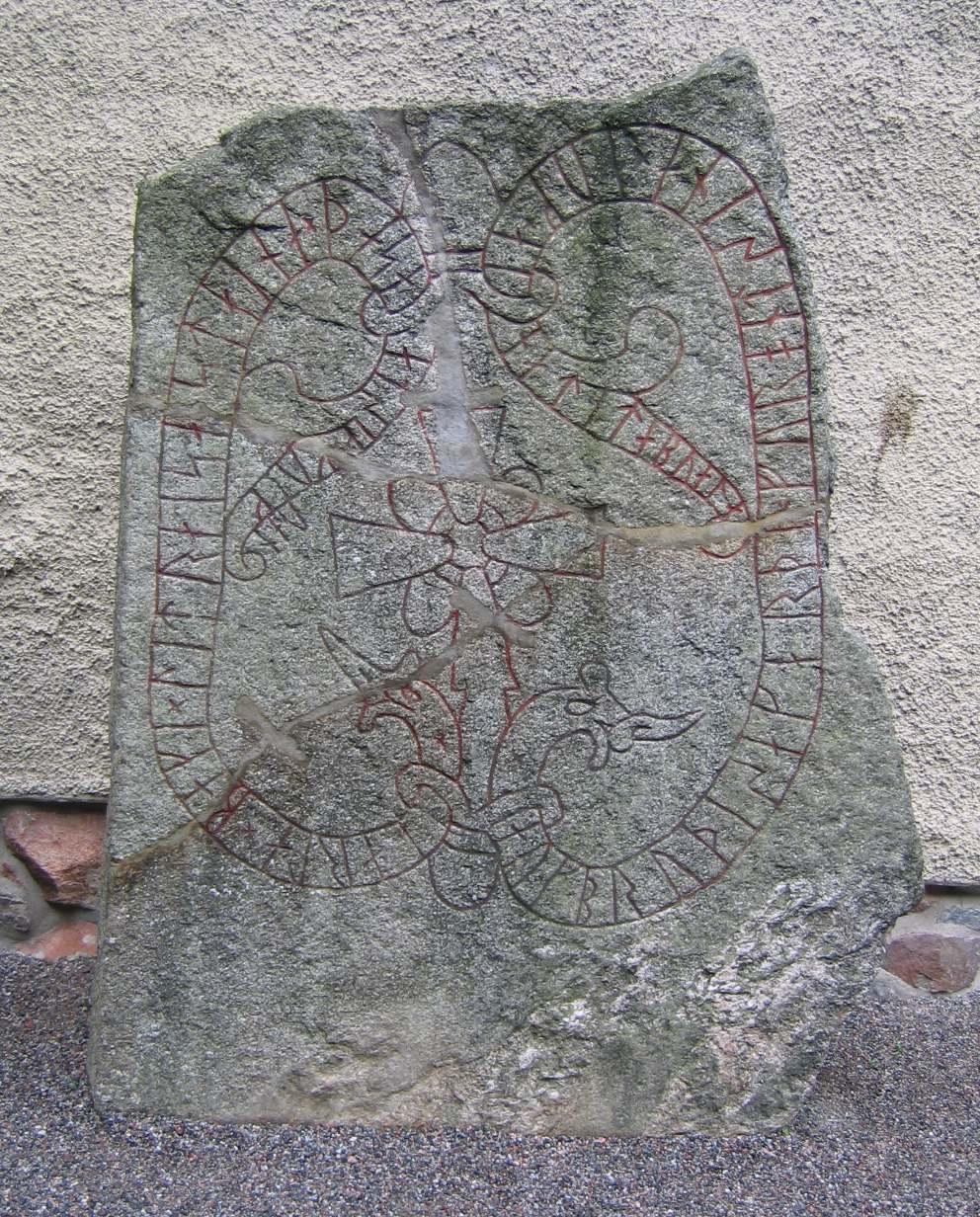
Questa è una delle Pietre runiche di Jarlabanke
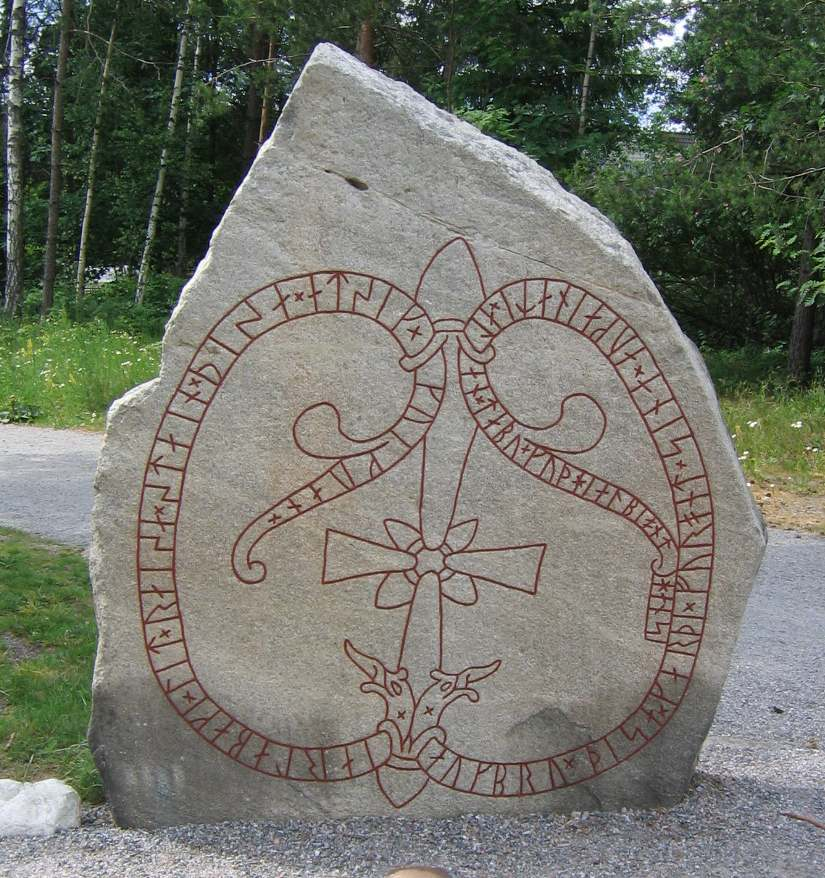
Questa è una delle Pietre runiche di Jarlabanke
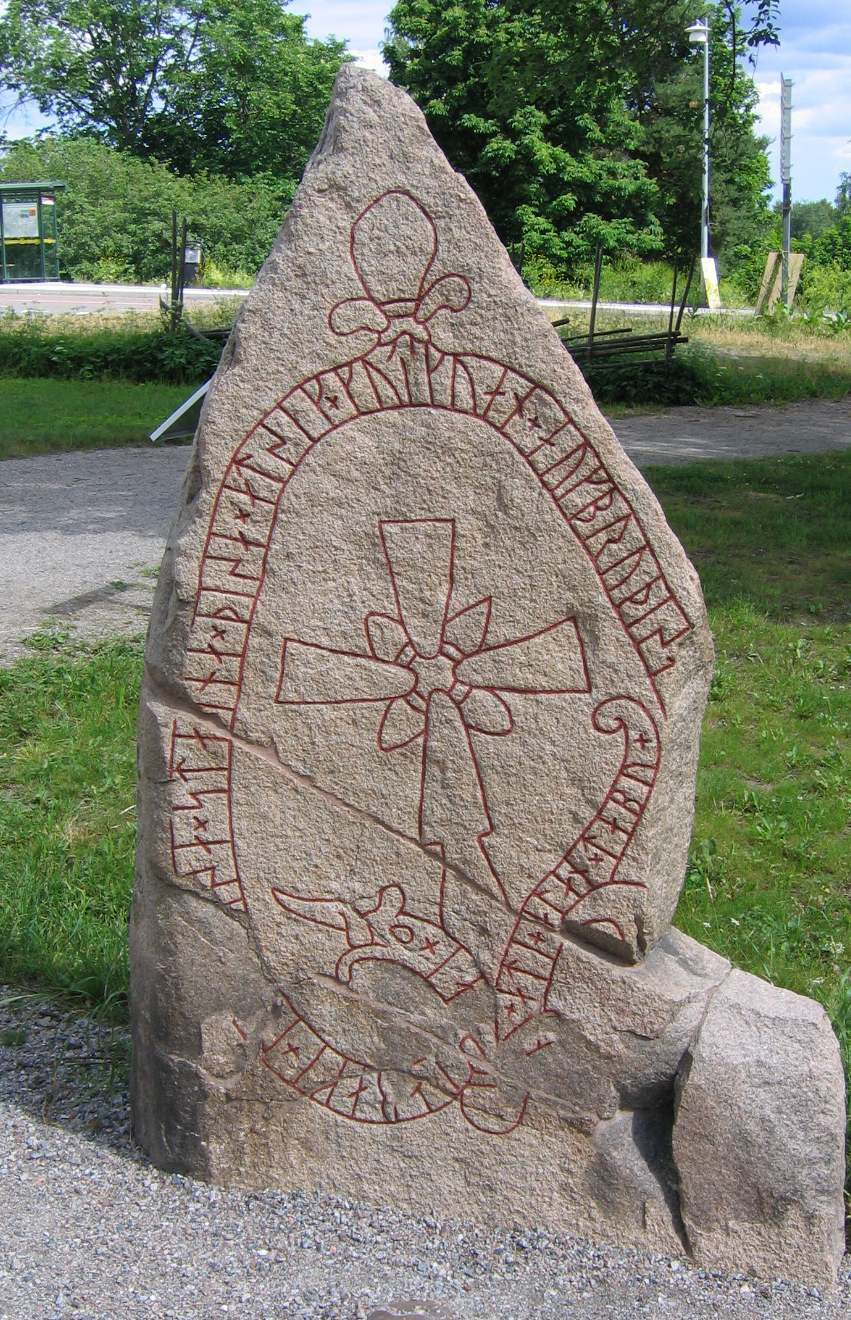
Questa è una delle Pietre runiche di Jarlabanke
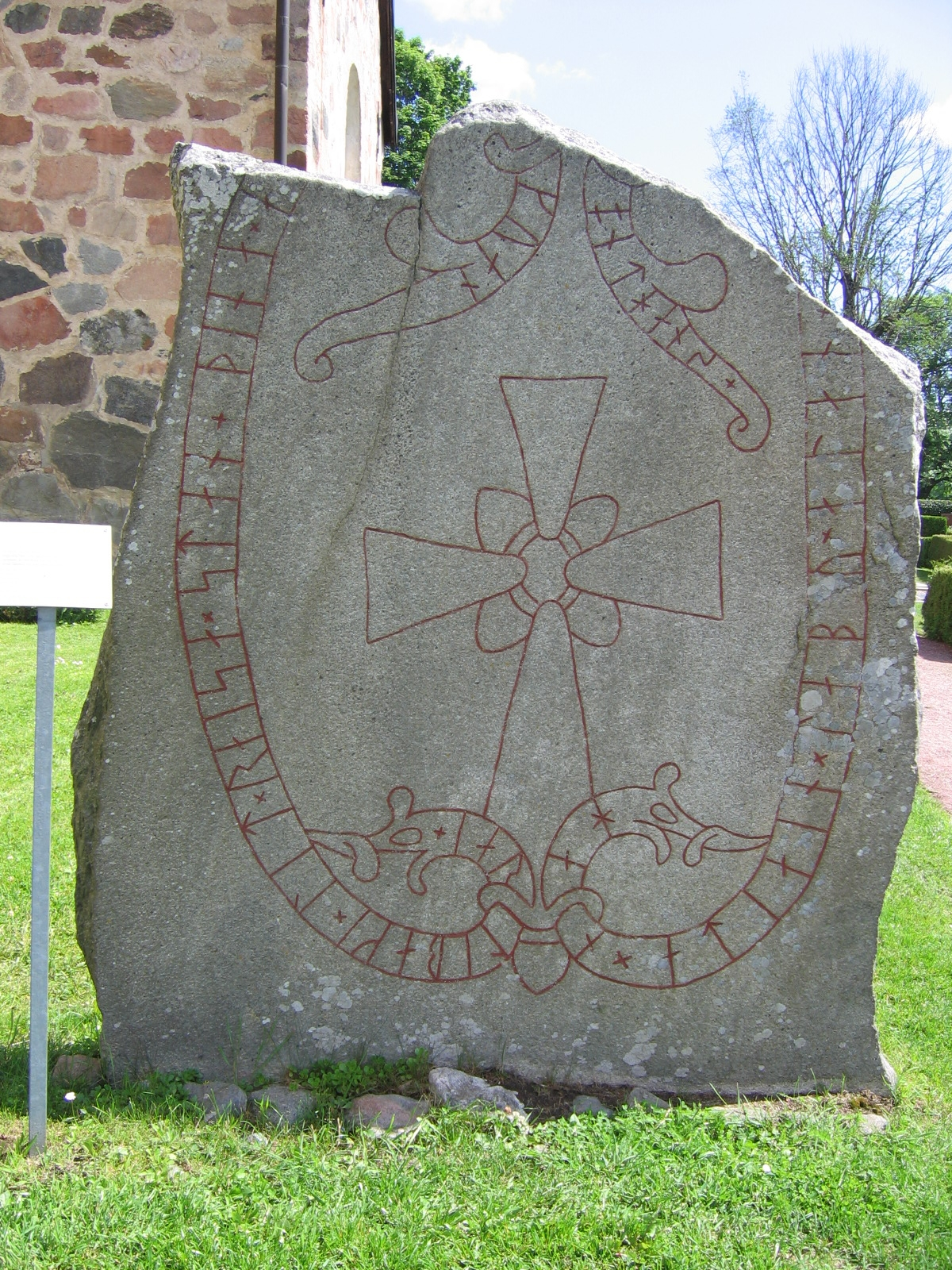
Questa è una delle Pietre runiche di Jarlabanke
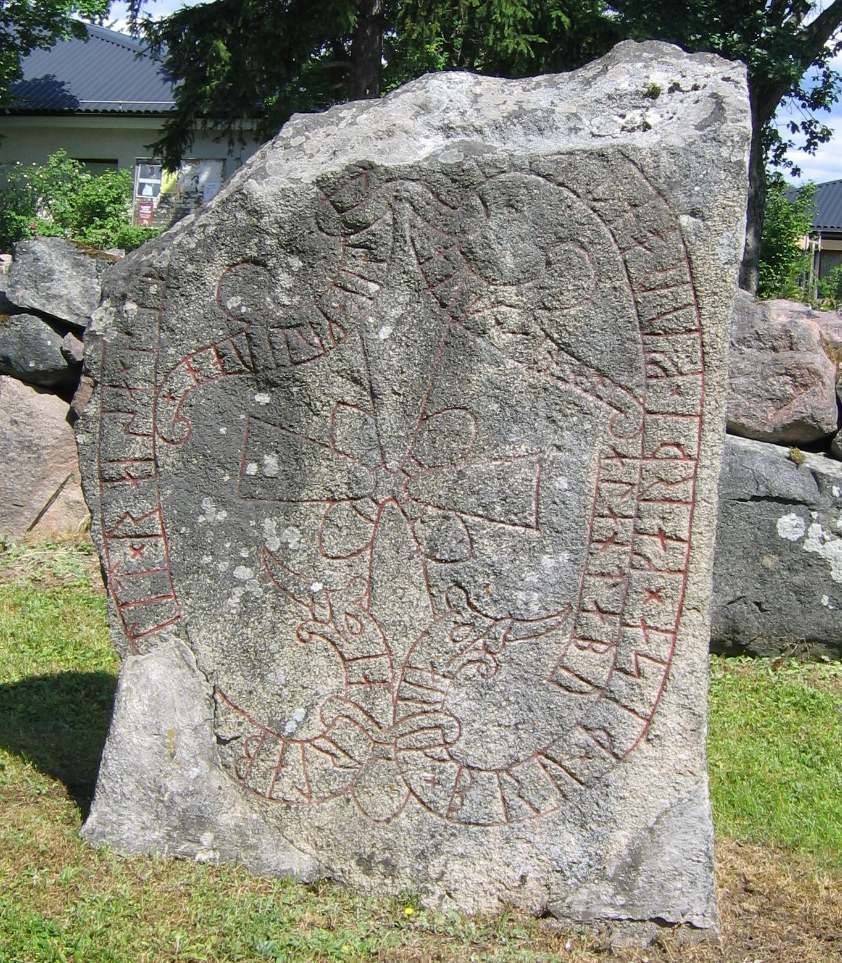
Questa è una delle Pietre runiche di Jarlabanke